# فرج دين (راز)
فرج دين (بالفارسية: فرح‌دین) هي قرية تقع في إيران في قسم راز الريفي. يقدر عدد سكانها بـ 151 نسمة بحسب إحصاء 2016.